# Järntorgsgatan, Göteborg
Järntorgsgatan är en gata i stadsdelarna Masthugget och Pustervik i Göteborg. Den är cirka 155 meter lång och sträcker sig från Pusterviksbron till Norra Allégatan/Järntorget.
Gatan fick sitt namn år 1886 då den leder till det intilliggande Järntorget. Från omkring år 1790 benämndes den Masthuggsvägen, då den gick i riktning mot Masthugget. Gatan lades om år 1834 och fick då namnet Nya Vägen eller Nya Masthuggsvägen, men kom senare att kallas Pusterviksvägen.
Sedan 2015 går det spårvagnstrafik i gatan, i samband med att spåren vid Järntorget detta år anslöts till det då nya resecentrumet vid Stenpiren.